# (39620) 1994 PE2
(39620) 1994 PE2 est un astéroïde de la ceinture principale d'astéroïdes découvert en 1994.

## Description
(39620) 1994 PE2 a été découvert le 9 août 1994 à l'observatoire Palomar, situé au nord de San Diego en Californie, par le programme Planet-Crossing Asteroid Survey (PCAS).

### Caractéristiques orbitales
L'orbite de cet astéroïde est caractérisée par un demi-grand axe de 2,70 ua, un périhélie de 1,89 ua, une excentricité de 0,30 et une inclinaison de 5,31° par rapport à l'écliptique. Du fait de ces caractéristiques, à savoir un demi-grand axe compris entre 2 et 3,2 ua et un périhélie supérieur à 1,666 ua, il est classé, selon la JPL Small-Body Database, comme objet de la ceinture principale d'astéroïdes.

### Caractéristiques physiques
(39620) 1994 PE2 a une magnitude absolue (H) de 14,5 et un albédo estimé à 0,065.